# 536
536(오백삼십육)은 535보다 크고 537보다 작은 자연수다.

## 수학
- 합성수로, 그 약수는 1, 2, 4, 8, 67, 134, 268, 536이다. 진약수의 합은 484이므로, 536은 부족수다.

## 과학
- NGC 536(영어판): 안드로메다자리에 있는 막대나선은하.
- 536 메라피(영어판): 소행성.

## 교통
- 수도권 전철 5호선 동대문역사문화공원역의 역번호.

## 문화재
- 대한민국의 보물 제536호: 아산 평촌리 석조약사여래입상
- 대한민국의 사적 제536호: 안성 도기동 산성

## 기타
- 연도: 536년, 기원전 536년
- SCR-536(영어판): 제2차 세계 대전 중 사용된 휴대용 무선 송수신기.